# Стоянове (Великомихайлівська селищна громада)
Стояно́ве — село в Україні, у Великомихайлівській селищній громаді Роздільнянського району Одеської області. Населення становить 321 осіб.
До 17 липня 2020 року було підпорядковане Великомихайлівському району, який був ліквідований.

## Історія
Під час Голодомору 1932—1933 років померло щонайменше 6 жителів села.
В 1920—2015 роках орган місцевого самоврядування — Стоянівська сільська рада.

## Населення
Згідно з переписом 1989 року населення села становило 306 осіб, з яких 134 чоловіки та 172 жінки.
За переписом населення 2001 року в селі мешкала 321 особа.

### Мова
Розподіл населення за рідною мовою за даними перепису 2001 року:
| Мова       | Відсоток |
| ---------- | -------- |
| українська | 86,6 %   |
| молдовська | 9,97 %   |
| російська  | 1,87 %   |
| гагаузька  | 0,93 %   |
| болгарська | 0,31 %   |
| циганська  | 0,31 %   |